# Englishcombe
Englishcombe – wieś w Anglii, w hrabstwie ceremonialnym Somerset, w dystrykcie (unitary authority) Bath and North East Somerset. Leży 16 km na południowy wschód od miasta Bristol i 160 km na zachód od Londynu. Miejscowość liczy 332 mieszkańców.